# Stalliere
Lo stalliere è colui che si occupa della cura dei cavalli e della pulizia della stalla. Tipicamente lavora come dipendente presso scuderie o maneggi, oppure presso allevamenti. 
L'attività consiste principalmente nella pulizia delle stalle, in particolare nella sistemazione delle lettiere, nel distribuire il foraggio ai cavalli e nella loro movimentazione. Attività complementari possono essere la pulizia dei cavalli e dei loro finimenti. Può anche svolgere interventi di ausilio sanitario.
Non è richiesto un particolare percorso di istruzione, ma è utile avere esperienza nella cura degli animali.
La figura professionale dello stalliere rientra anche fra quelle previste dal contratto collettivo riguardante il lavoro domestico (inquadramento nel "Livello A").